# Голубинин, Леонид Ефимович
Леонид Ефимович Голубинин (1858—1912) — русский врач-терапевт, основоположник клинической эндокринологии в России, профессор Московского университета, директор терапевтической клиники медицинского факультета Московского университета.

## Биография

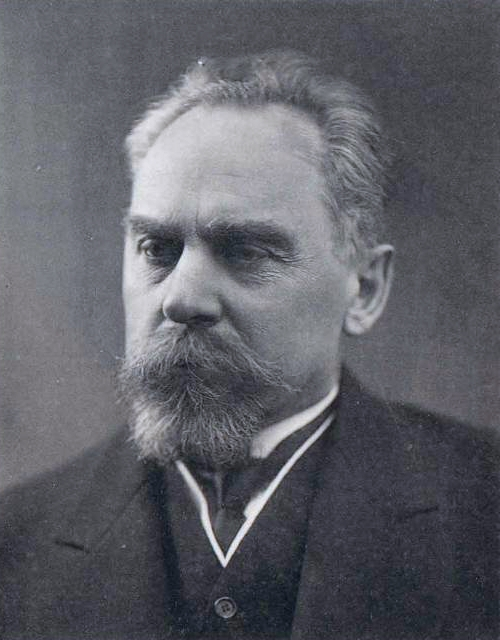
Л.Е. Голубинин, 1911

Происходил из дворян; сын отставного полковника. Окончил Екатеринославскую гимназию (1875) и поступил на медицинский факультет Московского университета. Ученик Г. А. Захарьина и А. А. Остроумова.
После окончания курса в Московском университете (1880) отправился в Санкт-Петербург, где в течение зимы слушал лекции С. П. Боткина и Э. Э. Эйхвальда. Затем в течение 15 лет работал земским врачом в Пензенской губернии, а затем переехал в Москву, где проработал несколько лет сначала в качестве экстерна Мариинской больницы, а затем — ординатора Шереметьевской больницы, где близко познакомился с В. Д. Шервинским и с 1896 года был его ассистентом в общей клинической амбулатории Московского университета. В этом же году он защитил докторскую диссертацию «Об изменении гемоглобина и красных кровяных телец при некоторых болезнях», в которой отметил отчётливое уменьшение красных кровяных телец при злокачественных опухолях. Был избран приват-доцентом по кафедре частной патологии и терапии. С 1898 года читал курс частной патологии и терапии. В 1899 году вместе с Шервинским перешёл на кафедру факультетской терапевтической клиники в должности ассистента. В 1907 году избран экстраординарным профессором и директором факультетской терапевтической клиники.  
Л. Е. Голубинин автор свыше 30 научных работ. Считал основной целью медицины выяснение индивидуальных особенностей больного. Отмечал важную роль окружающей среды в возникновении заболеваний. Одним из первых в России применял рентгенотерапию костного мозга при лечении миелоидной лейкемии. При Голубинине в терапевтической клинике Московского университета в диагностических целях стала применяться реакция Вассермана (с 1909).
По духовному завещанию отписал 3/4 своего состояния (около 140 тыс. рублей) на различные нужды Московского университета: на устройство двух стипендий для студентов старших курсов медицинского факультета; на учреждение двух премий для молодых врачей, занимающихся внутренними болезнями в университетских клиниках; на оборудование и содержание дополнительного койко-места в факультетской терапевтической клинике; на пополнение студенческой медицинской библиотеки, в которую передал свои книги; на учреждение пособий для студентов медицинского факультета для уплаты за слушание лекций.
Скончался от рака поджелудочной железы, завещав значительную сумму на нужды Московского университета. Похоронен в Москве на кладбище Новодевичьего монастыря.

## Труды
- Об изменениях гемоглобина и эритроцитов при некоторых болезнях. М., 1896
- Случай хронического желудочно-кишечного катара. М., 1901
- Серодиагностика при внутренних болезнях. М., 1910
- К вопросу об атрофии желудочно-кишечного канала (в соавторстве). М., 1911
- Энтероптоз, его патогенез, симптомология и лечение. М., 1912